# 鈴木惣兵衛 (7代目)
鈴木 惣兵衛（すずき そうべえ）は、尾張国名古屋の材木商。

## 人物
箕浦孫太郎の5男の源三郎として生まれる。先代鈴木惣兵衛により、婿養子に迎えられた。22歳のときに7代を襲名する。本業の木材商以外にも、猟銃数千挺を横浜から仕入れたり、米穀の仲買をしたりした。その中で綿糸の輸入事業に失敗し、損失を与えることとなった。1874年（明治7年）2月4日、茂三郎を養子に迎え、1875年（明治8年）、才造と改名し、龍門園に隠居し、茂三郎に家業再建を託すこととなった。